# Biblioteca LuEsther T. Mertz
La Biblioteca LuEsther T. Mertz está ubicada en el Jardín Botánico de Nueva York (NYBG) en el Bronx, ciudad de Nueva York. Fundada en 1899 y rebautizada en la década de 1990 en honor a LuEsther Mertz, es la biblioteca de investigación botánica más grande de los Estados Unidos y la primera biblioteca cuya colección se centra exclusivamente en la botánica.
La biblioteca contiene grandes colecciones de libros relacionados con la botánica y horticultura, y se utilizan para estudios en campos como la historia, la antropología, el diseño de paisajes y edificios, la historia de la arquitectura, la etnobotánica, la botánica económica, la historia social urbana y la política medioambiental. Sus fondos incluyen libros y publicaciones periódicas académicas actuales, así como muchas obras raras e históricamente importantes.Robert W. Gibson diseñó el edificio de estilo renacentista en 1896; se terminó cinco años después. La estructura de cuatro pisos, conocida originalmente como el Edificio del Museo y más tarde como el Edificio de Administración, tiene una fachada de ladrillo grisáceo con terracota beige. Frente a la entrada principal se encuentran la escultórica Fuente de la Vida, así como una avenida arbolada llamada Tulip Tree Allee. Los tres fueron incluidos como recursos contribuyentes cuando el NYBG fue designado Monumento Histórico Nacional en 1967; en 2009 fueron designados monumentos de la ciudad de Nueva York.

## Historia

### Establecimiento
Una ley de la Legislatura Estatal de Nueva York, aprobada en 1891, reservó tierras dentro del Bronx Park, en la parte centro-norte de El Bronx, para la creación del Jardín Botánico de Nueva York (NYBG, por sus siglas en inglés) con la condición de que una junta directiva recaudara $250,000 ($ NaN en dólares de hoy ) para el sitio. Destacados líderes cívicos y financieros acordaron igualar el compromiso de la Ciudad de financiar los edificios y las mejoras. En mayo de 1895, se habían recaudado fondos suficientes, pero los planes para el NYBG aún no se habían finalizado. La Junta Directiva luego le pidió al arquitecto paisajista Calvert Vaux y a su socio, el superintendente de parques Samuel Parsons Jr., que asesoraran sobre la selección del sitio.En marzo de 1896 se completó un estudio topográfico.  Como parte del estudio topográfico, se construyó un museo de tres pisos con 90 pies cuadrados (836,1 dm²)Se planeó un espacio para los terrenos del NYBG, cerca de la entrada principal en Southern Boulevard y Bedford Park Boulevard. Sería el primer museo en Estados Unidos con una colección centrada específica y exclusivamente en la botánica. La junta seleccionó el sitio del museo por su ubicación en la cima de una colina 1000 pies (304,8 m) al este de la estación del Jardín Botánico del Ferrocarril Central de Nueva York (ahora Ferrocarril Metro-North ), lo que hacía que el edificio fuera fácilmente accesible desde otros lugares. Se realizó un concurso de diseño para el museo, al que asistieron firmas y arquitectos como Ernest Flagg, William Appleton Potter, N. Le Brun & Sons, Parish & Schroeder y Clinton & Russell. Robert W. Gibson ganó la comisión y presentó los planos de construcción al Departamento de Edificios de la Ciudad de Nueva York en noviembre de 1896. En enero de 1897, la ciudad autorizó al NYBG a proceder con la construcción del museo.

### Construcción
En julio de 1897, la construcción se retrasó debido a disputas sobre si la presencia del museo y del invernadero del NYBG afectaría el aspecto naturalista del resto del jardín. La revista American Architect and Architecture, calificando estas objeciones de "una controversia desafortunada", informó que los comisionados de parques de la ciudad de Nueva York ya habían contratado a los respectivos arquitectos para el museo y el conservatorio, y estaban solicitando fondos de construcción para ambos proyectos. La Junta de Estimaciones de la Ciudad de Nueva York volvió a bloquear la asignación de $500,000 a mediados de septiembre de 1897, citando preocupaciones sobre la estética del edificio y posibles sobrecostos, antes de aprobarla a fines de ese mes. Se abrió una convocatoria de ofertas y 12 contratistas presentaron sus ofertas de construcción el mes siguiente, siendo John H. Parker Company la que presentó la oferta menos costosa. Después de que la ciudad invalidara estas ofertas, se abrió otra solicitud de propuestas. Siete contratistas presentaron ofertas, de las cuales la de Parker fue nuevamente la más barata.El 31 de diciembre de 1897 se celebró una ceremonia inaugural para marcar el inicio de la construcción. En mayo de 1898 se inició la construcción de los muros de ladrillo. En septiembre de 1898, según The New York Times, la estructura de acero estaba terminada en un 75 por ciento y las paredes exteriores se habían construido hasta el segundo piso. La ciudad aprobó el desembolso de otros 200.000 dólares en bonos en noviembre. El contrato para construir el "pórtico central delantero" se ejecutó entre julio y octubre de 1899. Según un artículo del Brooklyn Daily Eagle de marzo de 1900, el edificio "recién había sido terminado". El contrato del NYBG con John H. Parker finalizó el mes siguiente, y los trabajos de ornamentación de los pabellones finales se retrasaron.

### Después de la finalización

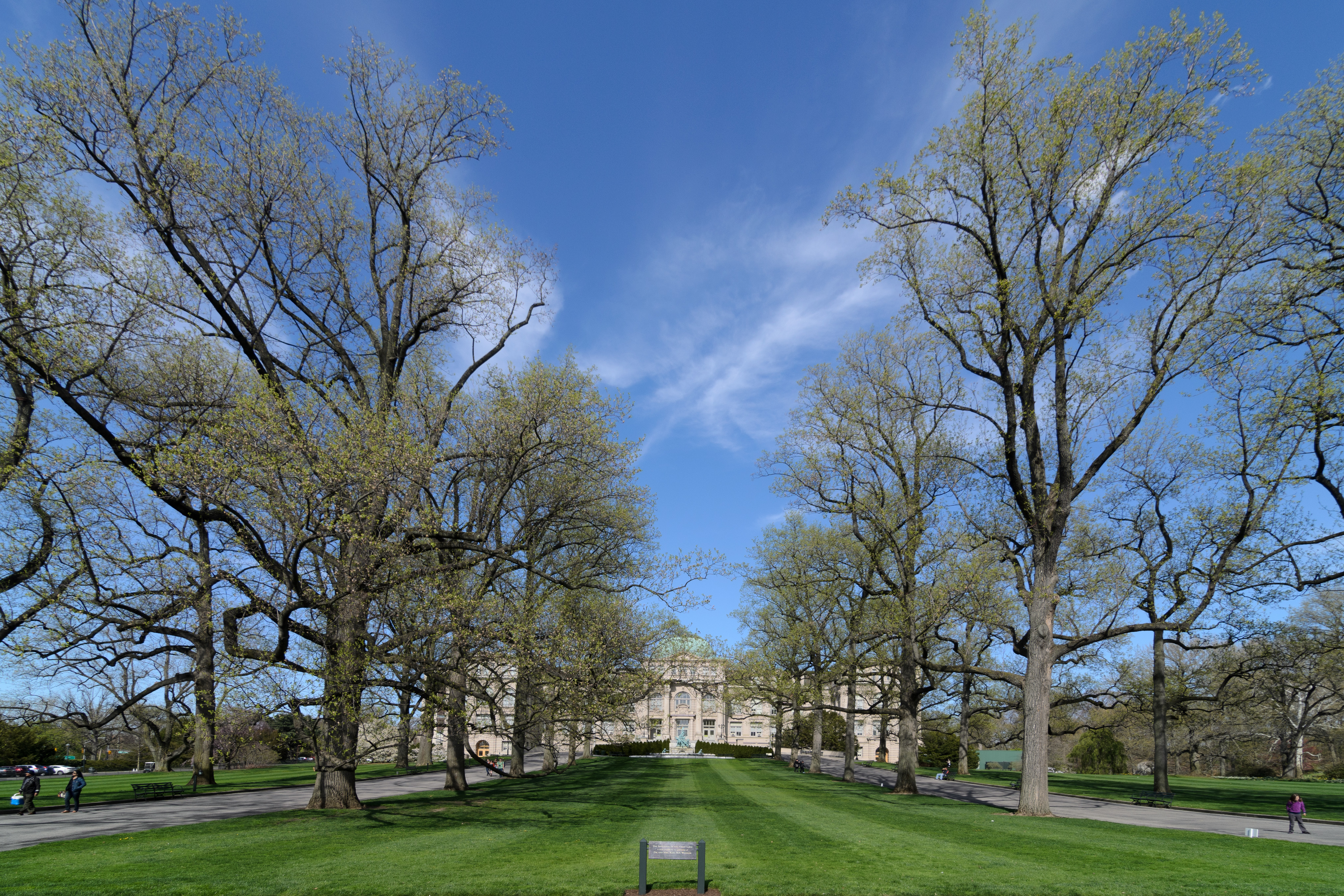
La avenida que conduce a la entrada principal del Museo NYBG

La biblioteca contaba inicialmente con 2.500 volúmenes; en 1899, el Columbia College donó otros 5.000 de su colección botánica. En abril de 1901, Wilson & Baillie Manufacturing fue contratada para construir la fuente en la entrada principal del edificio del museo, así como los accesos frontales y la ornamentación de la cornisa.
La colección de la biblioteca fue creciendo con los años y en 1926 se empezó a planificar la construcción de un anexo al edificio del museo. Sin embargo, no se produjo ningún avance en esta propuesta, salvo la reorganización del interior del edificio. Luego, en 1958, Eggers &amp; Higgins propuso una inversión de 1 millón de dólares (NaN de dólares). en dólares de hoy ), anexo de tres pisos detrás de la estructura existente, con un diseño similar al edificio original. El ala debía incluir aulas, salas de conferencias, oficinas y salas de lectura. En 1964, el alcalde Robert F. Wagner Jr. aprobó el plan, y la ciudad y NYBG contribuyeron equitativamente al costo. El alerón trasero original detrás del pabellón central fue destruido. El anexo fue inaugurado como Ala de la Biblioteca Harriet Barnes Pratt a finales de 1965, en honor a un notable benefactor de la NYBG,  y se inauguró en 1966. Además, la escalera frontal del edificio original, así como su balaustrada y paredes laterales, fueron renovadas entre 1960 y 1961.El Edificio de Ciencias y Educación se construyó entre 1969 y 1972 según un diseño de William y Geoffrey Platt, y estuvo dedicado a Jeannette Kittredge Watson.  En febrero de 1988, el herbario había ocupado todo el espacio vacante de la estructura original, incluidas salas anteriormente dedicadas a exposiciones. Como resultado, los funcionarios de NYBG planearon una expansión de cuatro pisos al este del ala norte del edificio original, cuya inauguración estaba prevista para 1991. En noviembre de 1988 se completó una restauración de tres meses de la rotonda y se inauguró un nuevo terrario de orquídeas. La adición del anexo norte se retrasó en 1992, cuando el NYBG anunció que el anexo costaría 32 millones de dólares ( NaN de dólares). de dólares de hoy ) y se completará en 1994.
Un anexo de un piso al sur, que alberga los especímenes del herbario, fue diseñado por Coe Lee Robinson Roesch y terminado en 1994. A mediados de la década de 1990, la biblioteca pasó a llamarse LuEsther Mertz, una importante donante de NYBG.  Cuando se finalizaron los planes para el anexo norte en 1997, se esperaba que el proyecto costara 39 millones de dólares. La estructura, conocida como Centro Internacional de Ciencias Vegetales, fue diseñada por Polshek Partnership. La ampliación incluyó nueve nuevas salas de investigación, un herbario y un espacio de biblioteca, una nueva entrada al salón de conferencias y la biblioteca del sótano y la renovación de 10 000 pies cuadrados (929 m²) en la estructura existente. También se restauró la rotonda del edificio original. La construcción comenzó en 1998, y aunque originalmente se suponía que la ampliación estaría completa en 2000, la inauguración finalmente se retrasó hasta 2002. Tras la inauguración del anexo, las colecciones de la biblioteca y el herbario Steere se trasladaron allí, y el edificio del museo pasó a llamarse edificio de la biblioteca.

## Diseño
El edificio original de la Biblioteca Mertz fue diseñado por Robert W. Gibson; su fachada principal mide 308 pies (93,9 m) de largo. Las fachadas laterales, como se indica en los planos del edificio, medían 115 pies (35,1 m) en un extremo y 87 pies (26,5 m) por el otro. Diseñado en estilo neorenacentista, consta de un pabellón central rematado por una cúpula, con dos alas laterales. La Biblioteca Mertz fue construida sobre un terreno irregular, de modo que el sótano está a la misma altura que el suelo al este, norte y sur de la biblioteca, mientras que el primer piso está al mismo nivel que el suelo al oeste. El edificio tiene cuatro anexos. El Centro Internacional de Ciencias Vegetales está ubicado al este del ala norte y mira hacia el Southern Boulevard hacia el norte. El edificio de Ciencias y Educación Jeannette Kittredge Watson está ubicado al este del ala sur, mientras que un anexo de un piso se ubica al sur. El ala de la biblioteca Harriet Barnes Pratt está ubicada detrás del edificio original, al este del pabellón central.

### Fachada

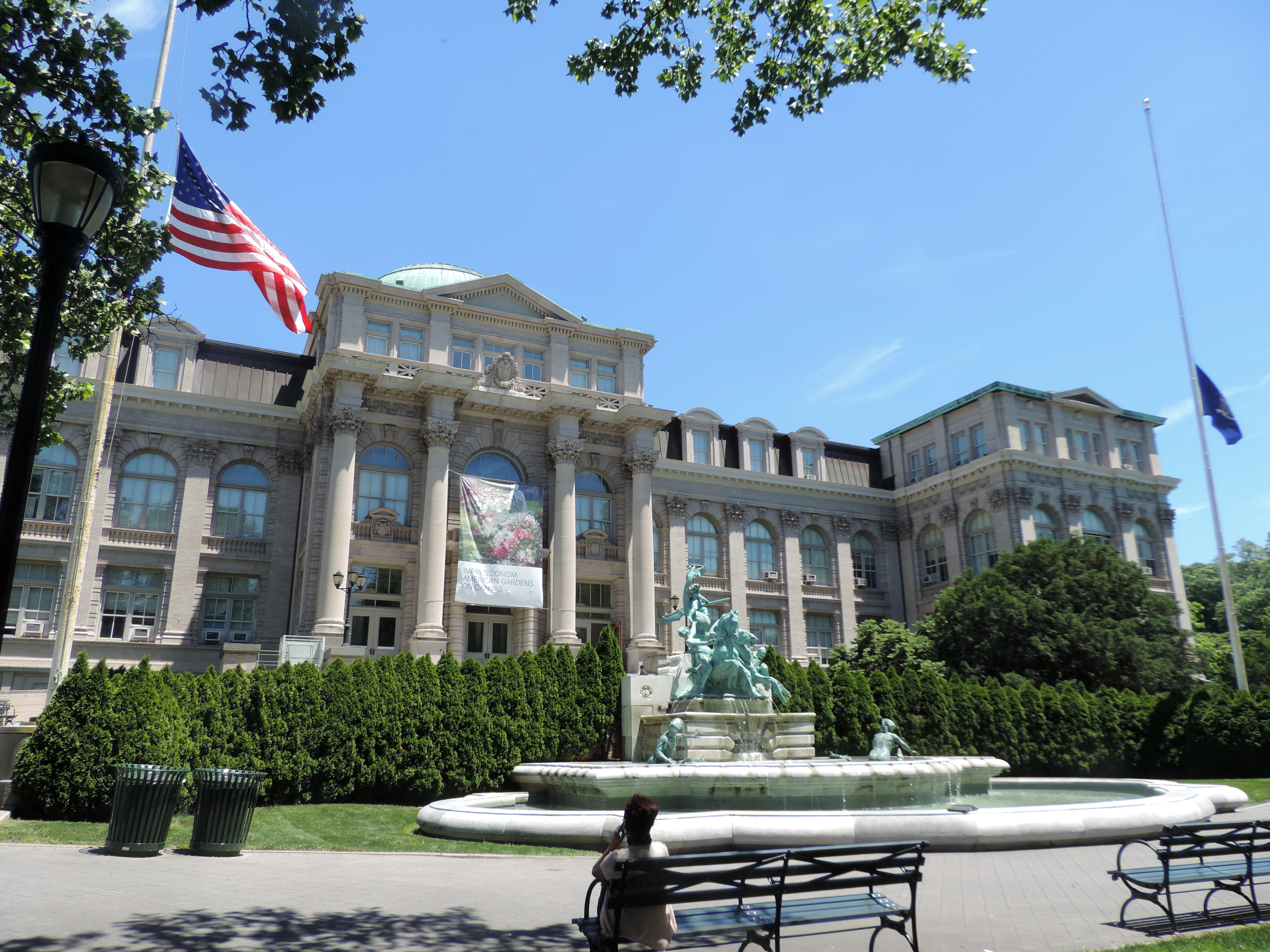
La fachada frontal

La fachada del edificio original está formada por ladrillos de color beige y gris intercalados con decoración de terracota. Las ventanas son en gran parte rectangulares, excepto las del segundo piso, que contiene aberturas de ventanas con arcos de medio punto y balaustradas en sus bases. El tercer piso consta de un tejado abuhardillado con ventanas abuhardilladas que corresponden a los tramos arquitectónicos verticales que se encuentran debajo de ellas. Estos tramos están separados por pilastras salientes rematadas con frontones de estilo corintio. Una cornisa recorre todo el largo del segundo piso. Sobre la rotonda del tercer piso se encuentra una cúpula de cristal, que se eleva 36 pies (11,0 m) por encima del tercer piso.En la fachada frontal orientada al oeste, el pabellón central presenta piedra almohadillada y un frontón sostenido por cuatro columnas corintias, que dividen el pabellón central en tres tramos. En el nivel del primer piso, hay tres juegos de puertas, una en cada tramo. Los tramos de los extremos también presentan pilastras de estilo corintio. Sobre la bahía central hay un entablamento que contiene el sello de la ciudad de Nueva York, mientras que entablamentos más pequeños con los sellos del estado de Nueva York y de los Estados Unidos se encuentran en las bahías izquierda y derecha. En el tercer piso, sobre el tramo central, hay un cartel del Jardín Botánico de Nueva York. Los escalones que conducen a los tramos de entrada son de granito y las paredes laterales son de ladrillo con remate de granito. Los pabellones laterales también contienen entradas de servicio en el primer piso, ubicadas bajo un travesaño arqueado.
Las fachadas laterales y traseras son similares pero también contienen ventanas en el sótano. En el lado trasero (este), cuatro tramos de ventanas en la parte norte son visibles desde el exterior, y los cuatro tramos de ventanas más al sur también son visibles. Los tramos de ventanas restantes no son visibles desde el exterior debido a la presencia de los anexos. Hay una entrada al nivel del sótano desde la parte norte de la fachada trasera. Las fachadas laterales al norte y al sur tenían originalmente cinco tramos de ancho. En el lado sur, los cinco ventanales están intactos, pero se ha rellenado un antiguo arco que llevaba al sótano y un pasadizo cubierto desde ese arco conduce al anexo de un piso. En el lado norte, sólo las tres bahías más occidentales se pueden ver desde el exterior, mientras que las dos bahías orientales han sido ocultadas por el Centro Internacional de Ciencias Vegetales.

#### Anexidades

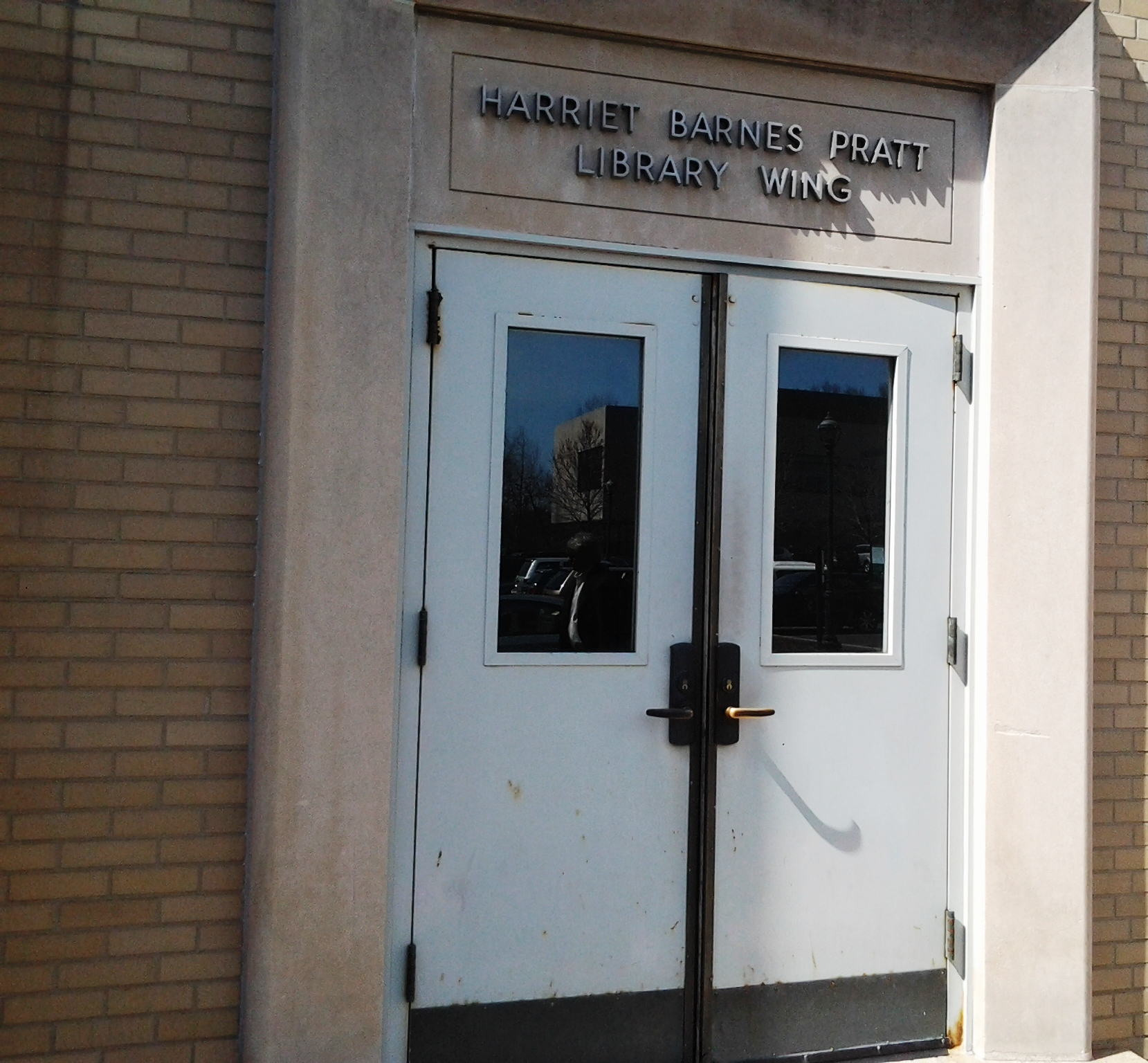
Entrada al ala de la Biblioteca Harriet Barnes Pratt

El Centro Internacional de Ciencias Vegetales tiene cinco pisos, incluido el sótano, y contiene una fachada de color arena sin ventanas. Los planes originales preveían que también incluyera una pared verde en la fachada.El ala de la biblioteca Harriet Barnes Pratt tiene seis pisos y un diseño exterior similar al edificio original de la biblioteca.
El edificio de Ciencias y Educación Jeannette Kittredge Watson tiene cuatro pisos. El edificio está construido con una estructura de acero y una fachada de vidrio intercalada con aluminio y enjutas verdes.

### Interior
El edificio original está construido con una estructura de acero y pisos de hormigón. En el sótano se encuentra la sala de conferencias Arthur y Janet Ross, con capacidad para 400 personas.  En el primer piso se desarrolló un museo de botánica económica, y en el segundo piso se ubicó un museo de botánica general con exhibiciones sobre familias de plantas. El museo de botánica económica fue desarrollado en 1907 y posteriormente se dividió en dos secciones: la de plantas económicas/alimenticias y la de familias de plantas.  El tercer piso contenía una biblioteca con sala de lectura, estanterías, herbarios y laboratorios de embriología y taxonomía vegetal. Después de una renovación en 2002, la biblioteca también incluyó un 48 pies (14,6 m) un escritorio de referencia de madera y una sala de estudio con capacidad para 50 personas.Desde la apertura del Centro Internacional de Ciencias Vegetales, las colecciones de la biblioteca y el herbario se encuentran en ese edificio. El Herbario William & Lynda Steere, ubicado dentro del Centro Internacional de Ciencias Vegetales, es uno de los herbarios más grandes del mundo, con aproximadamente entre 7,2 millones y 7,8 millones de especímenes. El Edificio de Ciencias y Educación contiene oficinas, instalaciones educativas y ambientales y un invernadero utilizado para simular entornos para plantas. Está conectado al edificio original por un pasaje en su extremo noroeste, y es utilizado por la Escuela de Horticultura Profesional del NYBG. Los especímenes del herbario se almacenan en el anexo de un piso que se conecta directamente con el ala sur del edificio original.

## Estructuras asociadas

### Fuente de vida

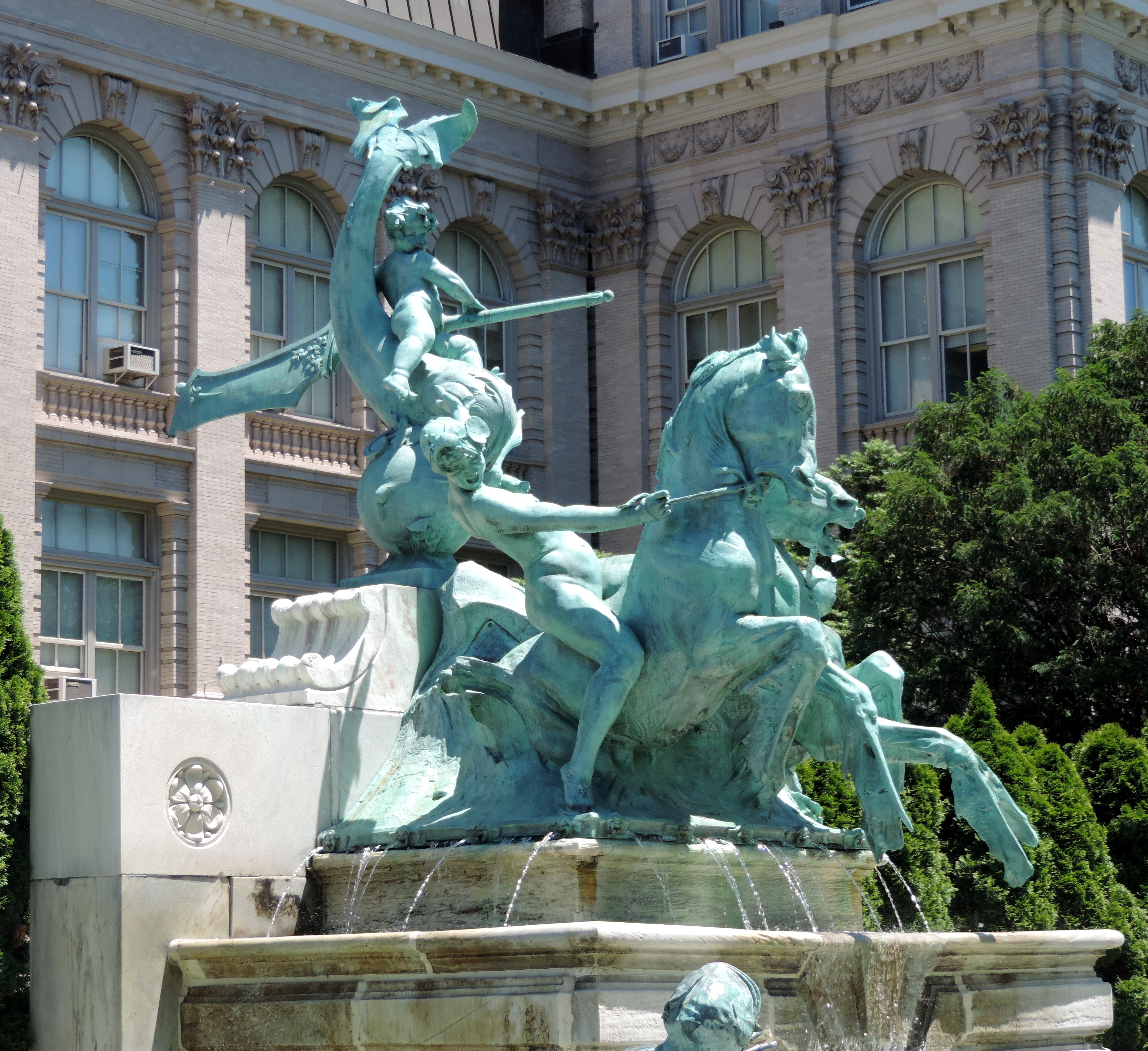
Fuente de vida

La Fuente de la Vida, frente a la entrada principal de la biblioteca, fue diseñada por Carl Tefft y terminada en 1905.  El foco central de la fuente son las heroicas figuras desnudas esculpidas sobre un pedestal de granito. Estas figuras incluyen dos caballos, ambos con patas delanteras palmeadas ; una mujer sentada a horcajadas sobre uno de los caballos; un niño que intenta controlar al otro caballo mientras sostiene un pez; y otro niño sentado en el lomo de un delfín. Dentro de la cuenca de la fuente hay un tritón de bronce sobre un cangrejo y una sirena de bronce, ambos con expresiones de sorpresa. En el momento en que se encargó la obra Fuente de Vida, había muy pocas estatuas de caballos con patas delanteras palmeadas. Un observador escribió: "Fue concebido en el espíritu de las fuentes barrocas italianas, con el movimiento vertiginoso de caballos al galope y jinetes musculosos". La fuente y la estatua se incluyeron en los planos originales para el edificio del museo en 1897, pero a excepción del pedestal de granito, la estatua no se completó con el edificio original en 1900. Ese año, NYBG organizó un concurso de diseño para la estatua de bronce propuesta, pero todos los diseños presentados fueron rechazados. Luego, NYBG solicitó a la Sociedad Nacional de Escultura que designara un comité que revisaría las propuestas para un segundo concurso de diseño de fuentes. De las 15 propuestas presentadas a principios de 1903, el diseño de Tefft fue considerado el mejor y fue seleccionado para la comisión. Posteriormente, se seleccionó a Roman Bronze Works de Greenpoint, Brooklyn, para fundir la escultura en diciembre de 1904. La estatua se completó en mayo de 1905 y se instaló ese mismo julio.

La Fuente de la Vida inicialmente estaba rodeada por un camino de entrada por todos lados, pero la parte occidental de ese camino (frente a la fuente) se convirtió en un sendero peatonal sin pavimentar en 1961. La fuente fue limpiada en 1968 después de un período de deterioro, momento en el cual el zócalo y la cuenca habían comenzado a agrietarse, y la sirena, el tritón y parte de la pinza del cangrejo habían sido retirados. En 2005 se reemplazaron las figuras de la sirena, el tritón y la garra, y se colocó un libro de bronce dentro de la palangana. En aquella época, la fuente recibió el nombre de Lillian Goldman, una importante donante.

### Avenida
En 1901, se le otorgó un contrato a Wilson & Baillie Manufacturing Company para la pavimentación y nivelación de una carretera y una avenida arbolada que conducía al edificio del museo. Esta obra se terminó en 1902. El contrato también preveía una zona para sentarse y una fuente de agua potable 16 pies (4,9 m) de altura, ubicada en el extremo oeste de la avenida. Estos fueron eliminados en la década de 1950 con la construcción de un edificio de laboratorio en ese sitio. Otros componentes de la avenida incluían álamos de Carolina, plantados en 1903, y tuliperos, plantados en 1905 entre cada par de álamos. Los álamos fueron eliminados en 1911. Los caminos fueron nivelados nuevamente en 1904 y ahora tienen bancos, una superficie de asfalto y bordillos de hormigón.

## bibliotecarios jefes
- DT MacDougal (bibliotecario interino, 1899) [51]
- Anna Murray Vail (enero de 1900 – septiembre de 1907) [51]
- John Hendley Barnhart (octubre de 1907 - diciembre de 1912) [51]
- Sarah Harlow (enero de 1913 – octubre de 1937) [51]
- Elizabeth C. Hall (noviembre de 1937 – 1960)[52]
- James J. Daly, bibliotecario administrativo (1960-1961) [52]
- Robert Jones, bibliotecario administrativo, 1962 [52]
- Mulford Martin, Curador principal interino de la Biblioteca (1964-1965) [52]
- John F. Reed, Curador de la Biblioteca (1965-1971) [52]
- Charles R. Long, Bibliotecario Administrativo (1972-1986) [52]
- John F. Reed, Vicepresidente de Educación y Director de la Biblioteca (noviembre de 1992 – junio de 2003) [52]
- Susan Fraser, Directora de la Biblioteca (2004-2020) [52]
- Lawrence Kelly, Director Interino de la Biblioteca (2020-2023) [52]
- Rhonda Evans, Directora de la Biblioteca (2023 – Presente) [52]

## Recopilación
En el momento de su apertura, la Biblioteca Mertz era la biblioteca botánica más grande de los EE. UU. y una de las bibliotecas botánicas más grandes del mundo. Un artículo del New York Times de 2002 mencionó que la biblioteca tenía 775.000 artículos y 6,5 millones de especímenes de plantas en su colección. Además, el Times afirmó que la Biblioteca Mertz tenía el 75 por ciento de toda la literatura de botánica sistemática del mundo y el 70 por ciento de toda la flora que se había publicado, así como la colección de arte raro del NYBG. Sin embargo, un libro publicado en 2014 por el NYBG mencionó que la biblioteca tenía "550.000 volúmenes físicos y 1.800 títulos de revistas". A 2016 todavía contenía una de las mayores colecciones de textos relacionados con la botánica del mundo. Stephen Sinon, quien dirige las colecciones especiales, la investigación y los archivos del NYBG, calificó su colección como "la más grande de su tipo en el mundo bajo un mismo techo".La colección creció tanto mediante la compra de libros como mediante la donación de importantes bibliotecas botánicas y hortícolas de notables botánicos, jardineros, científicos y coleccionistas de libros. Se recogieron otros artículos en expediciones del NYBG al exterior. Los artículos de la colección incluyen libros de plantas raros, como dos copias del Circa Instans (fechadas alrededor de 1190 y 1275). Entre las colecciones personales que se donarán a la Biblioteca LuEsther T. Mertz se encuentran donaciones de:
- Eleanor Cross Marquand
- Sarah Gildersleeve Fife
- Lucien Marcus Underwood
- Robert Hiester Montgomery
- Emil Starkenstein
- Juan Torrey
- Harriet Barnes Pratt
- David Hosack